# Topher Grace
Christopher John „Topher” Grace (New York, 1978. július 12. –) amerikai színész. Az 1998-ban indult Azok a 70-es évek show című szitkom révén vált ismertté, Eric Forman szerepében. Karrierjének későbbi jelentős szerepei Eddie Brock/Venom a Pókember 3. című Sam Raimi-filmben, illetve Edwin a 2010-es Ragadozók című filmben.

## Gyermekkora
Grace New York Cityben született, New York államban. Édesanyja Pat, a New Canaan County School igazgatójának asszisztense volt. Édesapja John, Madison Avenue-i cégvezető volt. Grace Darienben, Connecticutban nőtt fel, ahol középiskolás korukban barátságban volt Kate Bosworth színésznővel, illetve az Opie & Anthony producerével, Nathaniel Bryannel. Néhány alkalommal a szintén színésznő Chloë Sevigny bébiszittelte őt, akivel később középiskolai színdarabokban is játszott együtt. Grace azért választotta a Topher nevet, mert nem szerette volna, ha az iskolában teljes nevét lerövidítve Chrisnek becézik.

## Pályafutása
Grace-t beválogatták a Fox Azok a 70-es évek show című televíziós sorozatának egyik főszerepére: Eric Formant alakíthatta az 1998-ban debütáló, nagy sikerű szitkomban. Hét évadon át játszotta Eric Forman szerepét, ezt követően azonban – az utolsó epizód rövid vendégszereplését nem tekintve – otthagyta a sorozatot. Karakterét az utolsó, nyolcadik évadban a Josh Meyers alakította, Randy Pearson nevű szereplővel helyettesítették.
Steven Soderbergh 2000-ben bemutatott, Traffic című filmjében Grace egy kokain- és heroinfüggő előkészítő iskolás diákot alakíthatott, majd cameoszerepekben tűnt fel Soderbergh Ocean’s Eleven – Tripla vagy semmi (2001), illetve Ocean’s Twelve – Eggyel nő a tét (2004) című mozijaiban. Tervezett egy cameót az Ocean’s Thirteen – A játszma folytatódik című filmben is, de a Pókember 3. (2007) munkálatai miatt le kellett mondania. 
Időközben 2003-ban szerepet kapott Mike Newell filmjében, a Mona Lisa mosolyában. A következő évben, 2004-ben két főbb játékfilmben is főszerepet kapott, a Robert Luketic által rendezett Nyerj egy randit Ted Hamiltonnal! című filmben, valamint Paul Weitz drámai komédiájában, a Jó társaságban. Szintén ebben az évben játszott az Utóirat: Szeretlek című filmben is. E két filmben nyújtott alakításaiért Grace 2004-ben elnyerte a National Board of Review társaság Breakthrough Performance Actor (áttörő/kiugró teljesítményű színész) díját, 2005. január 15-én pedig a Saturday Night Live vendége volt.
Ezt követően 2007-ben Grace formálhatta meg Eddie Brock/Venom karakterét Sam Raimi filmjében, a Pókember 3.-ban. Ő maga még gyermekként olvasta és nagy rajongója volt a Venom-képregényeknek. Bár Venom karakterével egy spin off filmet is terveztek, abban végül nem Grace kapta meg a főszerepet. 2010-ben – az Azok a 70-es évek – show-beli színésztársa, Ashton Kutcher oldalán – szerepelt a Valentin nap című vígjátékban, valamint ő játszotta Edwint a Ragadozók című filmben. 2011-ben a Take Me Home Tonight című, az 1980-as években játszódó retrókomédiában tűnt fel, amelynek egyúttal társproducere, a forgatókönyvnek pedig társszerzője volt. 2011-ben Richard Gere partnere volt a Michael Brandt rendezte kémthrillerben, a The Double-ban.

## Magánélete
2006-ban Ivanka Trumppal volt kapcsolatban, majd 2007 közepétől az év végéig a későbbi Take Me Home Tonight-beli partnerével, Teresa Palmerrel randizott. Kapcsolatukat 2009-ben kezdték újra, miután Teresa szakított Russel Branddel.

## Filmográfia

### Film
| Év   | Magyar cím                         | Eredeti cím                   | Szerep                  | Magyar hang    |
| ---- | ---------------------------------- | ----------------------------- | ----------------------- | -------------- |
| 2000 | Traffic                            | Traffic                       | Seth Abrahams           | Hevér Gábor    |
| 2001 | Ocean’s Eleven – Tripla vagy semmi | Ocean's Eleven                | önmaga (cameo)          | Nagy Ervin     |
| 2002 | Pinokkió                           | Pinocchio                     | Leonardo (angol hangja) |                |
| 2003 | Mona Lisa mosolya                  | Mona Lisa Smile               | Tommy Donegal           | Seder Gábor    |
| 2004 | Nyerj egy randit Ted Hamiltonnal!  | Win a Date with Tad Hamilton! | Pete Monash             | Hujber Ferenc  |
| 2004 | Utóirat: Szeretlek                 | P.S.                          | F. Scott Feinstadt      | Csőre Gábor    |
| 2004 | Ocean’s Twelve – Eggyel nő a tét   | Ocean's Twelve                | önmaga (cameo)          | Nagy Ervin     |
| 2004 | Jó társaság                        | In Good Company               | Carter Duryea           | Szabó Máté     |
| 2007 | Pókember 3.                        | Spider-Man 3                  | Eddie Brock / Venom     | Hevér Gábor    |
| 2008 | Személyes vonatkozás               | Personal Effects              | Clay (cameo hangja)     |                |
| 2010 | Valentin nap                       | Valentine's Day               | Jason Morris            | Miller Zoltán  |
| 2010 | Ragadozók                          | Predators                     | Edwin                   | Hevér Gábor    |
| 2011 | Szédületes éjszaka                 | Take Me Home Tonight          | Matt Franklin           | Hamvas Dániel  |
| 2011 | Álcák csapdája                     | The Double                    | Ben Geary               | Rajkai Zoltán  |
| 2012 |                                    | The Giant Mechanical Man      | Doug                    |                |
| 2013 | A nagy nap                         | The Big Wedding               | Jared Griffin           | Rajkai Zoltán  |
| 2014 | Don Peyote                         | Don Peyote                    | Glavin Culpepper        |                |
| 2014 | A hívás                            | The Calling                   | Ben Wingate             | Fekete Zoltán  |
| 2014 | A szerelem markában                | Playing It Cool               | Scott                   | Csőre Gábor    |
| 2014 | Csillagok között                   | Interstellar                  | Getty                   | Simon Kornél   |
| 2015 | BeSZERvezve                        | American Ultra                | Adrian Yates ügynök     | Dolmány Attila |
| 2015 | Igazság – A CBS-botrány            | Truth                         | Mike Smith              | Szabó Máté     |
| 2017 |                                    | The Institute                 | Vincent                 |                |
| 2017 |                                    | War Machine                   | Matt Little             |                |
| 2017 |                                    | Opening Night                 | Nick                    |                |
| 2018 | Delirium                           | Delirium                      | Tom                     | Jéger Zsombor  |
| 2018 | Csuklyások – BlacKkKlansman        | BlacKkKlansman                | David Duke              | Hevér Gábor    |
| 2018 | Kaliforniai rémálom                | Under the Silver Lake         | férfi a bárban          |                |
| 2019 | Áttörés                            | Breakthrough                  | Jason Noble tiszteletes | Dolmány Attila |
| 2020 | Ellenállhatatlan                   | Irresistible                  | Kurt Farlander          | Hamvas Dániel  |
| 2024 | Eretnek                            | Heretic                       | Elder Kennedy           | Hamvas Dániel  |

### Televízió
| Év        | Magyar cím                         | Eredeti cím             | Szerep               | Megjegyzések                                       |
| --------- | ---------------------------------- | ----------------------- | -------------------- | -------------------------------------------------- |
| 1998–2006 | Azok a 70-es évek show             | That '70s Show          | Eric Forman          | főszereplő (1–7. évad) magyar hangja Hamvas Dániel |
| 2002      | Mizújs, Scooby-Doo?                | What's New, Scooby-Doo? | őr (hangja)          | 1 epizód                                           |
| 2003      | Texas királyai                     | King of the Hill        | Chris (hangja)       | 1 epizód                                           |
| 2005      | Saturday Night Live                | Saturday Night Live     | önmaga / házigazda   | 1 epizód ("Topher Grace / The Killers")            |
| 2005      |                                    | Stella                  | idősebb Kevin        | 1 epizód                                           |
| 2005      | Robotcsirke                        | Robot Chicken           | Eric Forman (hangja) | 1 epizód                                           |
| 2008      | A Simpson család                   | The Simpsons            | Donny (hangja)       | 1 epizód                                           |
| 2011      | Válság a Wall Streeten             | Too Big to Fail         | Jim Wilkinson        | tévéfilm magyar hangja Csőre Gábor                 |
| 2012      |                                    | Comedy Bang! Bang!      | kameraman            | 1 epizód                                           |
| 2012      |                                    | The Beauty Inside       | Alex                 | websorozat (6 epizód)                              |
| 2013      |                                    | People in New Jersey    | Carl Levin           | eladatlan próbaepizód                              |
| 2015      | Muppet Show                        | The Muppets             | önmaga               | 1 epizód                                           |
| 2015      | Tömény történelem                  | Drunk History           | Milton Bradley       | 1 epizód                                           |
| 2016      |                                    | TripTank                | Leonard (hangja)     | 1 epizód                                           |
| 2017      | A munka hősei                      | Workaholics             | Noel                 | 1 epizód                                           |
| 2017      | Szóljatok a köpcösnek! – A sorozat | Get Shorty              | Tyler Mathis         | 2 epizód                                           |
| 2019      |                                    | Love, Death & Robots    | Rob                  | 1 epizód                                           |
| 2019      | Halálzóna                          | The Hot Zone            | Dr. Peter Jahrling   | minisorozat                                        |
| 2019      | Fekete tükör                       | Black Mirror            | Billy Bauer          | 1 epizód ("Smithereen")                            |
| 2020      |                                    | The Twilight Zone       | Mark                 | 1 epizód                                           |
| 2021–2023 |                                    | Home Economics          | Tom                  | főszereplő                                         |
| 2023      | Azok a 90-es évek show             | That '90s Show          | Eric Forman          | 1 epizód magyar hangja Fehér Tibor                 |
| 2025      | Havenport                          | The Waterfront          | Grady                | mellékszereplő magyar hangja Hamvas Dániel         |